# Andrena siccata
Andrena siccata är en biart som beskrevs av Laberge 1986. Andrena siccata ingår i släktet sandbin, och familjen grävbin. Inga underarter finns listade i Catalogue of Life.